# ロスコー・パウンド

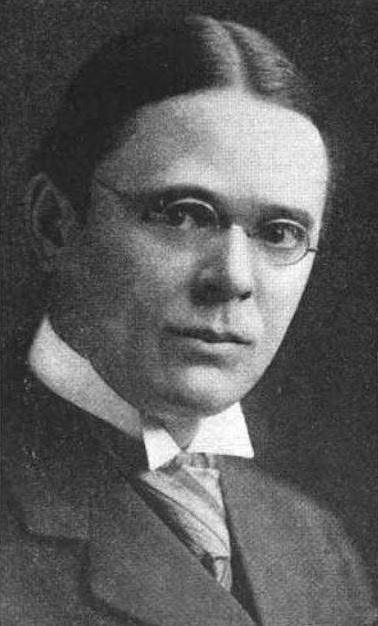
ロスコー・パウンド

ロスコー・パウンド（Roscoe Pound、1870年10月27日 - 1964年6月30日）は、アメリカの法学者、植物学者。20世紀アメリカ法思想の最重要人物の一人である。ハーバード大学ユニヴァーシティー・プロフェッサー、ハーバード大学名誉教授。超人的な記憶力と天才的な語学力の持ち主。

## 人物
1870年、ネブラスカ州リンカーンで生まれた。父はネブラスカの裁判官、母は結婚前は学校の教師をしていた。ネブラスカ大学で植物学を専攻して学士、修士を取得し、卒業後は植物学実験室の助手を務めた。その後ハーバード・ロー・スクールに入学し、1年間法学を学ぶ。なお、彼が生涯において正規の法学教育を受けたのはこの1年間のみである。
ハーバードを去った後は、リンカーンに戻り弁護士として活動する傍ら植物学の研究を続け、植物学で博士を取得した。しかし、ネブラスカ大学法学部助教授に迎えられてからは、法学研究に力を注ぐ。ホームズのプラグマティズム法学、メインの歴史法学、カント、ヘーゲルの法哲学に触れ、従来の英米の法哲学、特に分析法学の伝統に欠けているものを理解し、社会学的法学の開拓を目指す。1906年の講演「民衆が司法に満足していない諸原因について(Causes of the popular Dissatisfaction with the Administration of Justice)」で19世紀の個人主義的法理論がすでに20世紀初頭の社会的現実と乖離していることを指摘し、保守的な法学者に衝撃を与えるとともに、国際的な名声を獲得した。この名声でハーバード・ロー・スクールの教授に迎えられ、社会学的法学に関する研究の成果をハーバード・ロー・レビューで披露した。
超人的な記憶力と天才的な語学力を持ち、ギリシア語、ラテン語、フランス語、ドイツ語、イタリア語、スペイン語、ロシア語を修得して、世界各国の文献を読破した。イェーリング、エールリッヒ、シュタムラー、コーラー、デュギー、サレイユ、ジェニーなどの思想・理論をアメリカに持ちこんだのは彼である。また、頑強な肉体を持ち、彼が学部長の間は、ハーバードのラングデルホールにエレベーターも洗面所も設置されなかった。また、昼食時にはハーバード・スクエアの料理店まで夏も冬も毎日歩き、どんなに寒い日もオーバーを着なかった。90歳を越えてから雪だまりに落ちたが、肺炎にならなかったという。この天才的頭脳と頑強な肉体をもってその数1000を越える著作を残し、単行本と主要論文だけで300を越える。そのライフワークであった社会学的法学の体系は、1911年から40年以上かけて執筆され、1959年に3000ページに達する大著"Jurisprudence"として完成された。

## 思想
経験主義的・プラグマティズム的傾向をもつホームズの法の見方を受け継ぎ、「社会学的法学」として体系化した。裁判過程は法的ルールの機械的適用の場ではなく、対立する諸利益の調整によって正義に適った判決を下す法創造の場であり、司法的立法も社会的効用の原理によって支配されるべきである、と考えた。また、メインの影響で、社会の変動に伴って発生する法の変動に関する社会学的法則について研究し、法の変動における法的安定性の要請や倫理的・理想的要因の役割を重視して、両者の調整に努めた。そのため、カール・ルウェリンやジェローム・フランクらリアリズム法学の論者の極端な主張には批判的であった。

## 経歴
- 1870年 - ネブラスカ州リンカーンで生まれる
- 1884年 - ネブラスカ大学入学
- 1888年 - 学士号取得(植物学)
- 1889年 - 修士号取得(植物学)、ハーバード・ロースクール入学
- 1890年 - 弁護士活動開始
- 1897年 - 博士号取得(植物学)
- 1899年 - ネブラスカ大学助教授(JurisprudenceおよびInternational Law)、のち教授
- 1901年 - ネブラスカ州最高裁判所上訴委員に選出
- 1903年 - ネブラスカ大学法学部長(～1907年)
- 1907年 - ノースウェスタン大学教授
- 1909年 - シカゴ大学教授
- 1910年 - ハーバード・ロー・スクール教授
- 1916年 - 同法学部長(～1936年)
- 1936年 - ハーバード大学ユニヴァーシティー・プロフェッサー
- 1946年 - 同名誉教授
- 1949年 - カリフォルニア大学訪問教授(～1953年)
- 1964年 - 死去

## 日本語訳書
- (細野武男)『社会学的法学』(法律文化社，1957年)